# Torbjørnskjer
Torbjørnskjer sind eine Gruppe von Felsvorsprüngen im ostantarktischen Königin-Maud-Land. Im Mühlig-Hofmann-Gebirge ragen sie an der Mündung des Lunde-Gletschers auf.
Norwegische Kartographen, die sie auch benannten, kartierten ihn anhand von Vermessungen und Luftaufnahmen der Dritten Norwegischen Antarktisexpedition (1956–1960). Namensgeber ist der norwegische Glaziologe Torbjørn Lunde (* 1928), der von 1956 bis 1958 an dieser Forschungsreise beteiligt war.